# 片田長治郎
片田 長治郎（3代目かただ ちょうじろう、生年不明‐1919年（大正8年））とは明治時代の地本問屋、彫師。初代と2代目は彫師をしていた。

## 来歴
文英堂と号す。片田長次郎ともいい、元々は彫師で初代、2代目は代々「彫長」として知られていた。また片田彫長、彫片長とも号しており、井上河内守家中の出身であった。初代は落合芳幾、歌川芳富、歌川芳虎、月岡芳年、2代目歌川国輝の錦絵を彫っており、2代目のものと思われるものに4代目歌川国政の錦絵がみられる。
3代目の時より文英堂と号して明治20年以降、版元となって浅草区諏訪町19番地、後に明治28年には浅草茅町1丁目2番地で地本問屋を営業しており、歌川国利、3代目歌川国輝、中澤年章の錦絵を出版している。明治35年か明治36年頃まで彫師の仕事も行っていた。享年66。

## 作品
- 落合芳幾 「いこくことば らんご 仏蘭西 和蘭」 大判 万延1年
- 歌川芳富 「生写仏蘭西人之図」 大判 文久1年
- 歌川芳虎 「武田伊奈四郎勝頼合戦図」 大判3枚続 元治1年
- 月岡芳年 「武田勢天目山討死之図」 大判3枚続 慶応2年
- 2代目歌川国輝 「奥州海岸一覧」 大判3枚続 明治1年 以上は初代の彫作品。
- 4代目歌川国政 「中宵宮五人侠客」 大判3枚続 明治12年 2代目彫長の作品とみられる。
- 歌川国利 「憲法御発布式祝祭之景況」
- 3代目歌川国輝 「大日本帝国議会衆議院銘表」 大判3枚続 明治24年
- 中澤年章 「味方ケ原合戦」 大判3枚続 明治29年 浜松市美術館所蔵